# وليام دينيسون ستيفنس

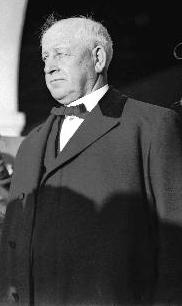
وليام دينيسون ستيفنس

وليام دينيسون ستيفنس (بالإنجليزية William Dennison Stephens) وهو سياسي أمريكي ينتمي إلى الحزب الجمهوري ولد وليام دينيسون ستيفنس في 26 كانون الاول - ديسمبر من سنة 1859 في مدينة ايتون بولاية أوهايو. كان وليام دينيسون ستيفنس قد شغل لفترة قصيرة منصب عمدة مدينة لو انجلس ما بين 15 أذار من سنة 1909 إلى 26 أذار من نفس السنة. شغل ستيفنس منصب حاكم على ولاية كاليفورنيا ما بين 15 أذار من سنة 1917 إلى 9 كانون الثاني من سنة 1933 توفي وليام دينيسون ستيفنس في 24 نيسان - ابريل من سنة 1944 في مدينة لوس انجلس.